# Asclepias fascicularis
Asclepias fascicularis, selten auch Schmalblättrige Seidenpflanze ist eine Pflanzenart aus der Gattung der Seidenpflanzen (Asclepias) in der Unterfamilie der Seidenpflanzengewächse (Asclepiadoideae).

## Beschreibung

### Erscheinungsbild und Laubblatt
Asclepias fascicularis wächst als ausdauernde, krautige Pflanze und erreicht Wuchshöhen von 40 bis 100 Zentimeter. Sie bildet aus verholzten Rhizomen zahlreiche Stängel. Die niederliegenden bis aufrechten, relativ dünnen Stängel sind meist filzig behaart oder auch kahl. 
Drei bis fünf relativ kleine Laubblätter sind wirtelig am Stängel angeordnet. Der kurze Blattstiel ist nur etwa 1 bis 3 mm lang. Die häutige Blattspreite ist bei einer Länge von 3 bis 12 cm und einer Breite von 0,1 bis 2,5 cm schmal länglich-lanzettförmig mit sich zum Blattstiel hin verjüngender oder auch stumpfer Spreitenbasis und zugespitztem oder auch stumpfem Ende.

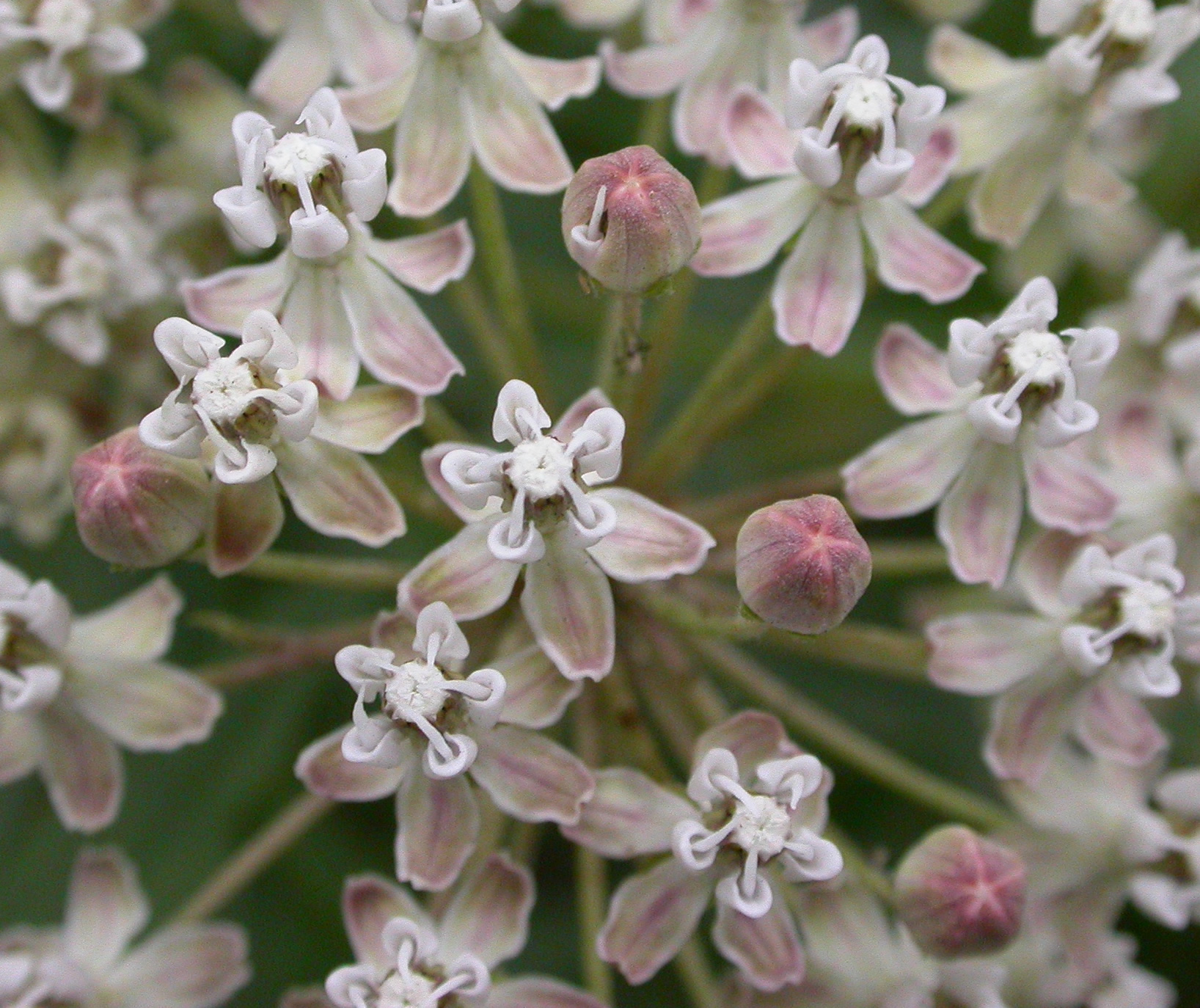
Ausschnitt des Blütenstandes von oben

### Generative Merkmale
Die Blütezeit reicht von Mai bis in den Oktober hinein. Die wenig- bis vielblütigen, doldigen Blütenstände stehen paarig oder auch dicht gedrängt an den obersten Knoten (Nodien). Der dünne Blütenstandsschaft weist eine Länge von 2 bis 4 Zentimeter auf. Die kahlen oder schwach flaumigen Blütenstiele sind ebenfalls recht dünn und 0,7 bis 1,5 cm lang. 
Die relativ kleinen Blüten sind zwittrig, radiärsymmetrisch und fünfzählig. Die fünf Kelchblätter sind dreieckig, 1 bis 1,5 mm lang und flaumig bis kahl. Die fünf stark zurückgebogenen Kronblätter sind grau-rosafarben oder seltener auch weißlich und die Kronzipfel sind 3 bis 4 mm lang. Das Gynostegium ist kurz gestielt, grau-pink oder weiß gefärbt. Der Stiel ist 1 mm hoch und auch etwa 1 mm dick. Die Nebenkronenzipfel sind kapuzenförmig, oval und etwa 1 bis 1,5 mm lang. Die interstaminalen Nebenkronenzipfel sitzen basal und sind nadelförmig und um die Hälfte länger als die staminalen  Nebenkronenzipfel. Sie wölben sich graduell über den Griffelkopf. Der Griffelkopf ist zylinderförmig und etwa 1,5 mm hoch und 1,5 mm dick. 
Die aufrecht auf einem aufrechten Stiel stehenden Balgfrüchte sind bei einer Länge von 5 bis 12 cm und einem Durchmesser von 0,7 bis 1 cm dünn und spindelförmig. Die Außenseite ist glatt und kahl. Die bei einer Länge von 6 bis 7 mm ovalen Samen besitzen einen 2 cm langen weißen Haarschopf.

## Vorkommen und Ökologie
Asclepias fascicularis kommt in den US-amerikanischen Bundesstaaten Kalifornien, Idaho, Nevada, Oregon, Utah, Washington sowie in Niederkalifornien (Mexiko) vor.
Asclepias fascicularis wächst in Ebenen, im Hügelland und in Tälern auf trockenen, aber auch feuchten Böden. Häufig ist sie auch entlang von Straßen und im Kulturland, oder aufgegebenem Kulturland zu finden. 
Asclepias fascicularis ist eine der Hauptnahrungspflanzen der Raupen des Monarchfalters (Danaus plexippus)